# オーストラリアン・フットボール・リーグ
オーストラリアン・フットボール・リーグ（Australian Football League）は、オーストラリアにおけるオーストラリアンフットボールのプロリーグ戦。決勝戦のAFLグランドファイナルは毎年9万人以上の観衆が集まるオーストラリア最大のスポーツイベントである。

## 概要
AFLは18チームからなる。3月から9月にかけてのリーグ戦はトヨタ自動車の現地法人トヨタオーストラリアが冠スポンサーであり、Toyota AFL Premiershipとして開催されている。元々はヴィクトリアン・フットボール・リーグ （Victorian Football League; VFL）であったが、1990年に現在の名称となった。

## 現在のチーム
| クラブ                           | 愛称                     | 本拠                                             | 州/領土                  | 本拠スタジアム                                              | 創設年 | 加盟年 |
| -------------------------------- | ------------------------ | ------------------------------------------------ | ------------------------ | ----------------------------------------------------------- | ------ | ------ |
| アデレード                       | クローズ (Crows)         | AAMIスタジアム, アデレード                       | 南オーストラリア州       | アデレード・オーバル                                        | 1990   | 1991   |
| ブリスベン                       | ライオンズ (Lions)       | ジ・ガッバ, ブリスベン                           | クイーンズランド州       | ジ・ガッバ                                                  | 1996   | 1997   |
| カールトン                       | ブルーズ (Blues)         | Princes Park, Carlton North                      | ビクトリア州             | ドックランズ・スタジアム                                    | 1864   | 1897   |
| コリンウッド                     | マグパイズ (Magpies)     | Olympic Park, Melbourne                          | ビクトリア州             | メルボルン・クリケット・グラウンド                          | 1892   | 1897   |
| エッセンドン                     | ボマーズ (Bombers)       | True Value Solar Centre, メルボルン空港          | ビクトリア州             | ドックランズ・スタジアム                                    | 1871   | 1897   |
| フリーマントル                   | ドッカーズ (Dockers)     | フリーマントル・オーバル, フリーマントル         | 西オーストラリア州       | スビアコ・オーバル                                          | 1994   | 1995   |
| ジーロング                       | キャッツ (Cats)          | Kardinia Park, ジーロング                        | ビクトリア州             | カルディニア・パーク                                        | 1859   | 1897   |
| ゴールドコースト                 | サンズ (Suns)            | カッラーラ・スタジアム, ゴールドコースト         | クイーンズランド州       | カッラーラ・スタジアム                                      | 2009   | 2011   |
| グレーター・ウェスタン・シドニー | ジャイアンツ (Giants)    | トム・ウィルス・オーバル, Sydney Olympic Park    | ニューサウスウェールズ州 | シドニー・ショーグラウンド マヌカ・オーバル                 | 2009   | 2012   |
| ホーソーン                       | ホークス (Hawks)         | ウェーバリー・パーク, Mulgrave                   | ビクトリア州             | メルボルン・クリケット・グラウンド オーロラ・スタジアム     | 1902   | 1925   |
| メルボルン                       | ディーモンズ (Demons)    | AAMIパーク, メルボルン                           | ビクトリア州             | メルボルン・クリケット・グラウンド                          | 1858   | 1897   |
| ノース・メルボルン               | カンガルーズ (Kangaroos) | アーデン・ストリート・オーバル, ノースメルボルン | ビクトリア州             | ドックランズ・スタジアム                                    | 1869   | 1925   |
| ポート・アデレード               | パワー (Power)           | アルバートン・オーバル, アルバートン             | 南オーストラリア州       | アデレード・オーバル                                        | 1870   | 1997   |
| リッチモンド                     | タイガーズ (Tigers)      | パント・ロード・オーバル, リッチモンド           | ビクトリア州             | メルボルン・クリケット・グラウンド                          | 1885   | 1908   |
| セント・キルダ                   | セインツ (Saints)        | Linen House Centre, シーフォード                 | ビクトリア州             | ドックランズ・スタジアム                                    | 1873   | 1897   |
| シドニー                         | スワンズ (Swans)         | シドニー・クリケット・グラウンド, シドニー       | ニューサウスウェールズ州 | シドニー・クリケット・グラウンド スタジアム・オーストラリア | 1874   | 1897   |
| ウェスト・コースト               | イーグルズ (Eagles)      | スビアコ・オーバル, スビアコ                     | 西オーストラリア州       | スビアコ・オーバル                                          | 1986   | 1987   |
| ウェスタン・ブルドッグス         | ブルドッグス (Bulldogs)  | ウィットン・オーバル, Footscray                  | ビクトリア州             | ドックランズ・スタジアム                                    | 1877   | 1925   |

## 賞
AFLの主要個人賞
- ブラウンロー・メダル – 当期シーズンにおいて最も活躍した選手に贈られる
- コールマン・メダル
- オールオーストラリアン・チーム
- Rising Star Award
- Norm Smith Medal – グランドファイナル最優秀選手
- Jock McHale Medal – グランドファイナル優勝監督に授与
- Mark of the Year
- Leigh Matthews Trophy – 選手会選出の最優秀選手